# Lévitique
Le Lévitique (en grec ancien Λευιτικός Leuitikós, relatif aux Juifs, en hébreu ויקרא Wayiqra, et Il appela) est le troisième des cinq livres de la Torah (Pentateuque). Il doit son nom au terme « lévite », désignant les membres de la tribu de Lévi, traditionnellement préposés au Temple et dont sont issus les prêtres (Cohanim). Il parle des devoirs sacerdotaux en Israël. Il met l'accent sur la sainteté de Dieu et le code selon lequel son peuple pouvait vivre pour devenir saint. Son but est d'enseigner les préceptes moraux et les rituels religieux de la loi de Moïse.
L'étude de l'hébreu dans le texte montre plusieurs styles d'écriture différents, et l'étude du contenu montre plusieurs préoccupations théologiques qui ne semblent pas toujours conciliables. Selon une approche de critique biblique ne suivant pas la tradition juive — par exemple l'hypothèse documentaire —, il serait donc raisonnable de penser que le Lévitique, comme l'ensemble du Pentateuque, a été écrit par plusieurs auteurs, et il est aujourd'hui admis dans les milieux académiques que le livre aurait pris forme durant le Ve siècle av. J.-C., soit de nombreux siècles après Moïse.
Le livre comprend 27 chapitres, qui relatent l'exposé à Moïse de lois et de rites.

## Résumé
Les chapitres 1 à 7 expliquent les ordonnances du sacrifice. Le chapitre 3 est consacré à l'offrande de paix.
Les chapitres 8 à 10 décrivent le rituel observé lors de la consécration des sacrificateurs.
Le chapitre 11 explique ce que l'on peut ou ne peut pas manger et ce qui est pur ou impur.
Le chapitre 12 parle de l'état des femmes après l'enfantement.
Les chapitres 13 à 15 sont des lois relatives à l'impureté cérémonielle :
- Chapitre 13 : lèpre humaine, tumeur, dartre et tache ;
- Chapitre 14 : purification du lépreux ;
- Chapitre 15 : impuretés sexuelles.

Le chapitre 16 contient le rituel à respecter pour la fête de Yom Kippour. Il mentionne le démon Azazel.
Les chapitres 17 à 26 contiennent un code de lois traitant des observances religieuses et sociales.
Le chapitre 27 explique que le Seigneur a commandé à Israël de lui consacrer ses récoltes et ses troupeaux de gros et de petit bétail.

## Composition
Le livre a vraisemblablement pris forme au Ve siècle av. J.-C., durant l'époque perse.

## Commentaire sur le Lévitique
Le commentaire sur le Lévitique dans la tradition du judaïsme rabbinique est le Sifra, aussi appelé Torat Cohanim.
Rabbi Ishmaël a exposé treize principes d'herméneutique dans la Baraïta, qui se trouve en introduction au Sifra.
Le livre sert à la compréhension de la liturgie catholique : dans la théologie de la messe, le sacrifice est interprété comme étant l'Eucharistie, c'est-à-dire l'offrande de Jésus sur la croix.